# Тюнярь (река)
Тюнярь — река в России, протекает по Пензенской области. Устье реки находится в 46 км по левому берегу реки Айва. Длина реки составляет 28 км. Площадь водосборного бассейна — 207 км².

## Данные водного реестра
По данным государственного водного реестра России относится к Верхневолжскому бассейновому округу, водохозяйственный участок реки — Сура от Сурского гидроузла и до устья реки Алатырь, речной подбассейн реки — Сура. Речной бассейн реки — (Верхняя) Волга до Куйбышевского водохранилища (без бассейна Оки).
Код объекта в государственном водном реестре — 08010500312110000036326.